# Bernhard den Danske
Bernhard den Danske (fransk: Bernard le Danois, latin: Dacigena Bernardus) (måske født i 865 - ukendt dødsdato) var en normannisk adelsmand i første halvdel af det 10. århundrede.

## Biografi
Hans efternavn antyder, at han stammer fra Danmark. Han kan have slået sig ned i Normandiet sammen med sine vikingefæller omkring år 900, hvor en kilde angiver ham som en af Rollos følgesvende.
I begyndelsen af 930'erne overbeviste han Rollos søn og efterfølger Vilhelm Langsværd om at blive i Rouen for at imødegå Riouf (en vestnormanner, der var utilfreds med Vilhelms tiltagende frankificering). Riouf var med en hær var på vej for at indtage byen. Han blev overvundet lige uden for den normanniske hovedstad. Bernards politiske rolle viser sig umiddelbart efter attentatet på Vilhelm i december 942. Nu blev han en del at et slags triumvirat, der styrede det normanniske hertugdømme, mens man afventede at Richard I skulle overtage styret. Dudo skriver, at han var allevegne i årene 942-946, i selskab med sine normanniske landsmænd Anslech, Osmond de Conteville og Raoul Taisson. Det er på den tid, at han viser en taktisk intelligens, der, hvis man skal tro Dudo, gør, at det forholdsvis nyetablerede hertugdømme overvinder sine naboer, den karolingiske konge Ludvig den Oversøiske og den frankiske hertug Hugo den Store.
Ved to lejligheder modtog Bernard den Danske kongen i Rouen og garanterede ham normannernes troskab. Den kongelige hær deployerer til Normandiet mens den unge Richard I var i Frankrig, for at blive "opdraget". Men Bernhard havde i 945-946 hemmeligt bedt den danske konge Harald (en lillebror til Gorm den Gamle, der efter forvisning fra Danmark tillige med alle sine tilhængere havde slået sig ned i Normandiet) om hjælp til at styre begivenhederne. Takket være den danske konges intervention, pågreb Bernard Ludvig den Oversøiske. Denne fangst gav normannerne en fordel i forhandlingerne om Richard I's tilbagevenden til Normandiet. Kongen blev løsladt, og den unge jarl kunne vende tilbage til sit land.
Bernhard den Danske forsvandt nu ud af Dudos historie.
Bernhard den Danske var far til Torf og dermed stamfader til de to store Anglo-Normanniske slægter Beaumont og Harcourt.
Selv om der ikke foreligger fysiske beviser for, at Bernhard er far til Torf, er slægtsskabet nævnt i talrige genealogier og blev anerkendt af de franske konger ved det adelspatent som Ludvig XV udstedte til slægten Harcourt i 1700.